# Province de General Carrera
Pour les articles homonymes, voir Carrera.
La province de General Carrera fait partie de la région Aisén del General Carlos Ibáñez del Campo au Chili. Elle a une superficie de 12 406,5 km2 pour une population de 6 921 habitants. La capitale provinciale est la ville de Chile Chico. 

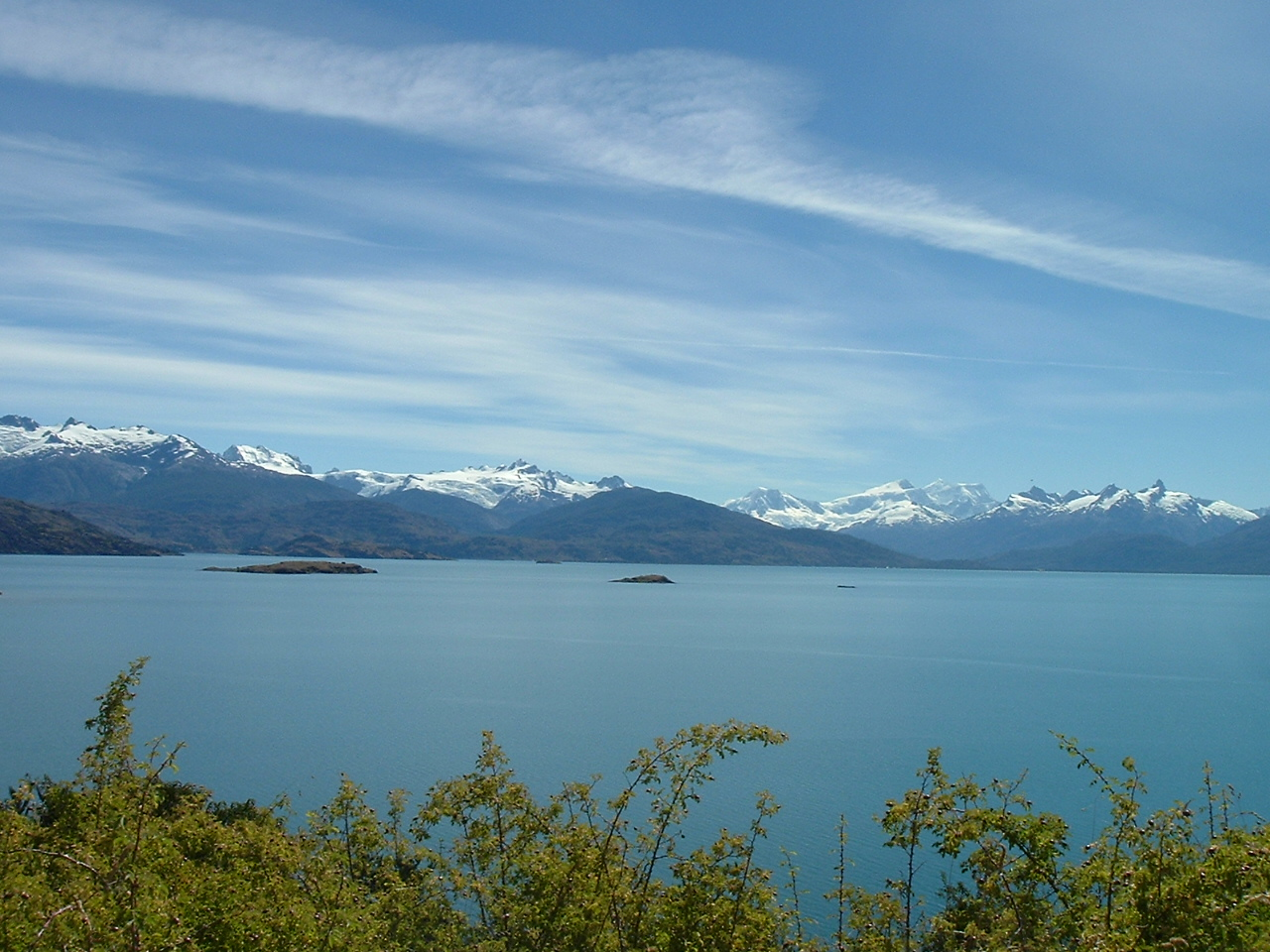
Lac General Carrera

## Communes
La province de General Carrera est divisée en deux communes :
- Río Ibáñez ;
- Chile Chico.